# Brøns Sogn

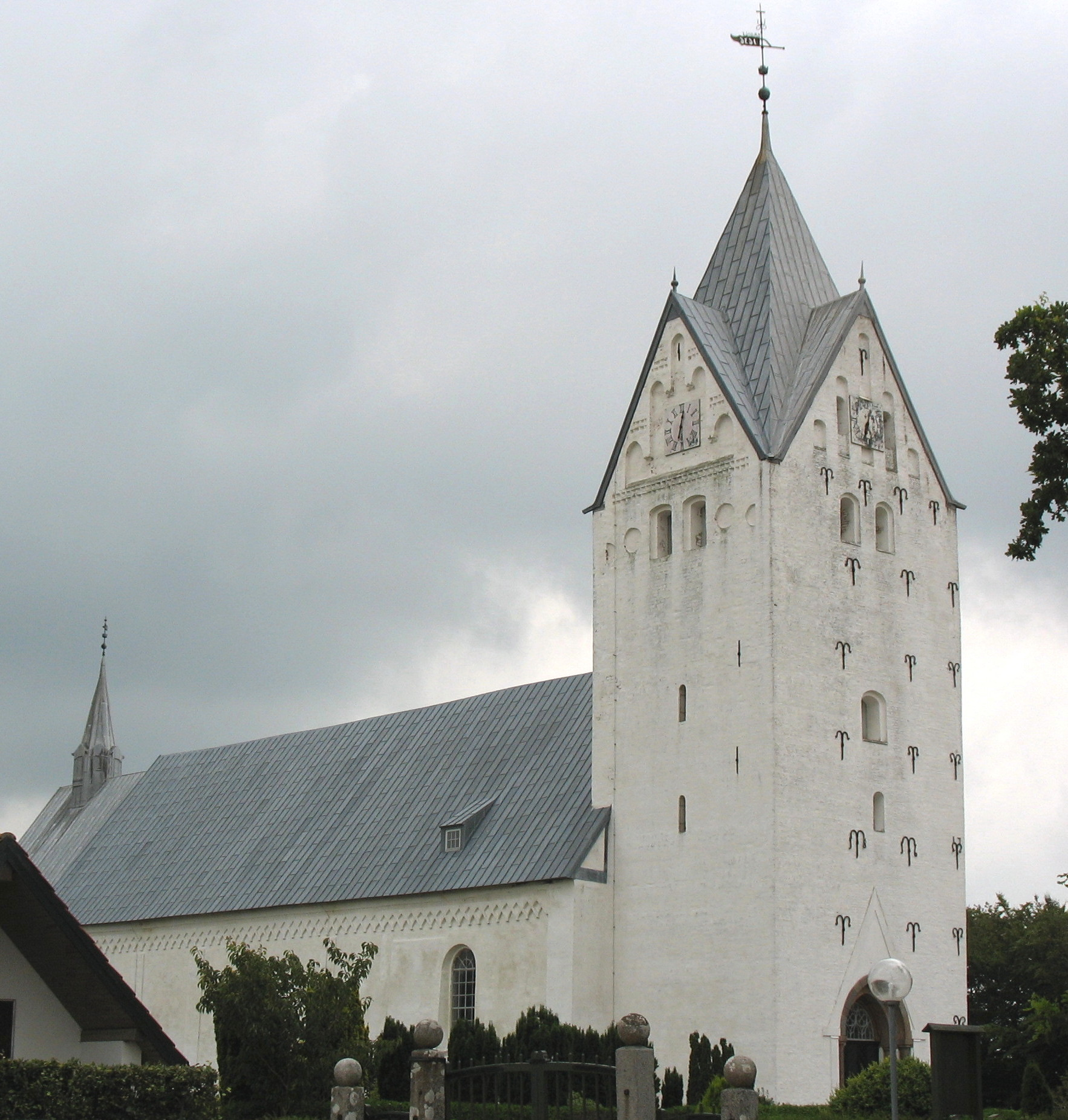
Die Kirche in Brøns

Brøns Sogn (dt.: Bröns) ist eine Kirchspielsgemeinde in Nordschleswig im südlichen Dänemark. Das Kirchspiel gehörte bis 1970 zur Harde Hviding Herred im damaligen Amt Tondern, mit der Auflösung der Hardenstruktur wurde das Kirchspiel in die Kommune Skærbæk im 1970 neu gegründeten Sønderjyllands Amt aufgenommen, die Kommune wiederum ging mit der Kommunalreform zum 1. Januar 2007 mit anderen Kommunen in der neu gegründeten Kommune Tondern auf, die zur Region Syddanmark gehört.
In der Kirchspielsgemeinde wohnen derzeit (Stand 1. Januar 2023) 658 Einwohner, davon 393 in der Ortschaft.